# Neoserica nyassica
Neoserica nyassica är en skalbaggsart som beskrevs av Brenske 1901. Neoserica nyassica ingår i släktet Neoserica och familjen Melolonthidae. Inga underarter finns listade i Catalogue of Life.